# District de Chư Sê
Chư Sê est un district rural de la province de Gia Lai, dans les montagnes centrales du Viêt Nam

## Géographie
Le district couvre une superficie de 1 310 km2.
La capitale du district se trouve à Chư Sê. 